# Лагор (Приморская Шаранта)
Лаго́р (фр. Lagord) — коммуна во Франции, находится в регионе Пуату — Шаранта. Департамент коммуны — Приморская Шаранта. Входит в состав кантона Ла-Рошель 9-й кантон. Округ коммуны — Ла-Рошель.
Код INSEE коммуны — 17200.

## Население
Население коммуны на 2010 год составляло 7230 человек.
| 1962 | 1968 | 1975 | 1982 | 1990 | 1999 | 2010 |
| ---- | ---- | ---- | ---- | ---- | ---- | ---- |
| 2906 | 4125 | 4061 | 5056 | 5287 | 6450 | 7230 |